# خوشه‌بندی ژنتیکی انسان
خوشه‌بندی ژنتیکی انسان (انگلیسی: Human genetic clustering)، معیاری برای تقسیم تنوع ژنتیکی انسان به تعداد کمی گروه یا خوشه است. یک روش اصلی برای تحلیل خوشه‌بندی ژنتیکی، استفاده از تحلیل خوشه‌بندی ریاضی است. این روش میزان شباهت داده‌های ژنتیکی را بین افراد و گروه‌ها به منظور استنباط ساختارهای جمعیتی تحلیل می‌کند و افراد را به گروه‌های اجدادی فرضی اختصاص می‌دهد. تحلیل مشابهی را می‌توان با استفاده از تحلیل مؤلفه‌های اصلی انجام داد. چندین مطالعهٔ جدید نیز هر دو روش را به کار گرفته‌اند.
تحلیل خوشه‌بندی ژنتیکی میزان تفاوت گروه‌های منطقه‌ای را از نظر ژنتیکی، اختصاص افراد به خوشه‌های مختلف، و آنچه که می‌توان از داده‌های ژنتیکی دربارهٔ اجداد انسان آموخت، بررسی می‌کند. توافق علمی گسترده‌ای مبنی بر این که بخش کمی از تغییرات ژنتیکی انسان بین جمعیت‌ها، قاره‌ها، یا خوشه‌ها رخ می‌دهد، وجود دارد. محققان خوشه‌بندی ژنتیکی در این که این تغییرات ژنتیکی عمدتاً بالینی هستند یا خوشه‌های استنباط‌شده با استفاده از ابزارهای ریاضی از نظر علمی مفید و مهم هستند، اختلاف نظر دارند.

## تحلیل تغییرات ژنتیکی انسان

### تنوع کمی
یکی از سؤالات اساسی در مورد توزیع تنوع ژنتیکی انسان، میزان تقسیم ژن‌ها بین خوشه‌های مشاهده‌شده‌است.
بارها مشاهده شده‌است که اکثر تفاوت‌های دیده‌شده در جمعیت جهانی بشر، درون جمعیت‌ها نیز یافت می‌شوند. این تفاوت معمولاً با استفاده از شاخص تثبیتِ سِوال رایت (FST) محاسبه می‌شود، که تخمینی از تنوع داخل یک گروه است. میزان تنوع ژنتیکی انسان بسته به نوع ژن موردِ مطالعه، متفاوت است، اما به‌طور کلی این ادعا بیان می‌شود که حدوداً ۸۵ درصد از تنوع ژنتیکی در داخل گروه‌ها، ۶ تا ۱۰ درصد بین گروه‌های داخل یک قاره و ۶ تا ۱۰ درصد بین گروه‌های قاره‌ای یافت می‌شود. رایان براون و جورج آرملاگوس این موضوع را به عنوان «مجموعه مطالعاتی که نشان می‌دهد که طرح‌های طبقه‌بندی نژادی تنها یک نسبت ناچیز از تنوع ژنتیک انسان را شامل می‌شوند» توصیف کرده‌اند. در جدول زیر نیز بخش دیگری از این مطالعات ذکر شده‌اند.
| نویسنده(ها)                     | سال  | عنوان                                         | مشخصه‌های مورد مطالعه               | نسبت تنوع در گروه (و نه از میان جمعیت) |
| ------------------------------- | ---- | --------------------------------------------- | ---------------------------------- | -------------------------------------- |
| لوُنتین                          | ۱۹۷۲ | تقسیم تنوع انسانی                             | ۱۷ گروه خونی                       | ۸۵٫۴٪                                  |
| باربوجانی و همکاران             | ۱۹۹۷ | تقسیم تنوع دی‌ان‌ای انسان                       | ۷۹ آراف‌ال‌پی، ۳۰ جایگاه ریزماهواره  | ۸۴٫۵٪                                  |
| سیلستاد، مینچ، و کاوالی-اسفورزا | ۱۹۹۸ | شواهد ژنتیکی نرح مهاجرت بیشتر زنان در انسان‌ها | ۲۹ اتوزومال در جایگاه ریزماهواره   | ۹۷٫۸٪                                  |
| سیلستاد، مینچ، و کاوالی-اسفورزا | ۱۹۹۸ | شواهد ژنتیکی نرح مهاجرت بیشتر زنان در انسان‌ها | ۱۰ کروموزوم Y در جایگاه ریزماهواره | ۸۳٫۵٪                                  |

این اعداد میانگین به معنی یکسان بودن تنوع در همه جمعیت‌ها نیستند. در واقع برخی از جمعیت‌های انسانی تنوع ژنتیکی بیشتری نسبت به دیگران دارند که این قضیه با فرضیهٔ منشأ آفریقاییِ انسان مدرن سازگار است؛ بنابراین جمعیت‌های خارج از آفریقا ممکن است دستخوش اثرات بنیان‌گذاری شده‌باشند که تنوع ژنتیکی آن‌ها را محدود کرده‌است.

### تشابه اعضای گروه
مطالعات متعدد از سال ۱۹۷۲ این ادعا را حمایت کرده‌اند که «متوسط نسبت تفاوت‌های ژنتیکی بین افراد از جمعیت‌های انسانی مختلف، تنها کمی بیشتر از متوسط نسبت تفاوت‌های ژنتیکی افراد نامربوط از یک جمعیت است.»
| ایکس            | آفریقایی‌ها | اروپایی‌ها | آسیایی‌ها |
| --------------- | ---------- | --------- | -------- |
| اروپایی‌ها       | ۳۶٫۵       | -         | -        |
| آسیایی‌ها        | ۳۵٫۵       | ۳۸٫۳      | -        |
| بومیان آمریکایی | ۲۶٫۱       | ۳۳٫۴      | ۳۵       |

ادواردز (در سال ۲۰۰۳) ادعا می‌کند: «همان‌طور که طبیعت نشان داده‌است، این صحیح نیست که «دو فرد تصادفی از یک گروه تقریباً به اندازه هر دو فرد تصادفی از کل جهان متفاوت هستند»». ریش و همکاران (در سال ۲۰۰۲) اظهار داشت: «دو سفیدپوست از نظر ژنتیکی بیشتر از یک سفیدپوست و یک آسیایی به یکدیگر شبیه هستند.»
با این حال بامشاد و همکاران (در سال ۲۰۰۴) تحقیقاتی را در زمینه بررسی میزان تفاوت‌های ژنتیکی بین افراد گروه‌های داخل یک قاره و افراد گروه‌های قاره‌های متفاوت، با استفاده از داده‌های روزنبرگ و همکاران (۲۰۰۲)، انجام دادند. آن‌ها دریافتند که با وجود این که این افراد می‌توانند با دقت بسیار بالایی طبق خوشه‌های قاره‌ای طبقه‌بندی شوند، میزان قابل توجهی هم‌پوشانی ژنتیکی در سطح فردی وجود دارد، به حدی که با استفاده از ۳۷۷ جایگاه، افراد اروپایی در حدود ۳۸٪ مواقع از نظر ژنتیکی بیشتر شبیه به آسیای شرقی‌ها هستند تا دیگر اروپاییان.

## مطالعه چندریختیِ خونی
در سال ۱۹۹۴ کاوالی-اسفورزا و همکارانش در یک مطالعه فاصله ژنتیکی بین ۴۲ جمعیت بومی را براساس ۱۲۰ چندریختیِ خونی بررسی کردند. این جمعیت‌ها به ۹ خوشه تقسیم می‌شدند: آفریقایی (زیرصحرایی)، قفقازی (اروپایی)، قفقاز (خارج از اروپا)، مغولی شمالی (به استثنای جمعیت قطب شمال)، آسیایی شمال‌شرقی قطب شمال، مغولی جنوبی (سرزمین اصلی و جزایر جنوب‌شرقی آسیا)، جمعیت جزایر اقیانوس آرام، گینه نو و استرالیایی، و آمریکایی. اگرچه خوشه‌ها درجه‌های مختلفی از همگن‌بودن را نشان می‌دهند، مدلِ ۹ خوشه نمایانگر اکثریت (۸۰ از ۱۲۰) درختان تک‌صفت است و در نشان‌دادن رابطه فنوتیکی در بین این جمعیت مفید است.
بیشترین فاصله ژنتیکی بین دو قاره آفریقا و اقیانوسیه مشاهده شده‌است که فاصله ۰٫۲۴۷۰ دارند. این اندازه‌گیری فاصله ژنتیکی نشان‌دهنده جداشدن استرالیا و گینه نو از زمان پایان آخرین بیشینه یخچالی است (زمانی که اقیانوسیه به دلیل بالارفتن سطح دریا از سرزمین اصلی آسیا جدا شد).
بیشترین فاصله ژنتیکی بعدی، بین آفریقا و قاره آمریکا، با فاصله ۰٫۲۲۷۶۰ است. این فاصله به این علت که طولانی‌ترین فاصلهٔ جغرافیایی زمینی بین این دو قاره وجود دارد، مورد انتظار است.
کم‌ترین فاصله ژنتیکی، ۰٫۰۱۵۵، بین قفقازهای اروپایی و خارج از اروپا است.

## مطالعات خوشه ای ژنتیکی

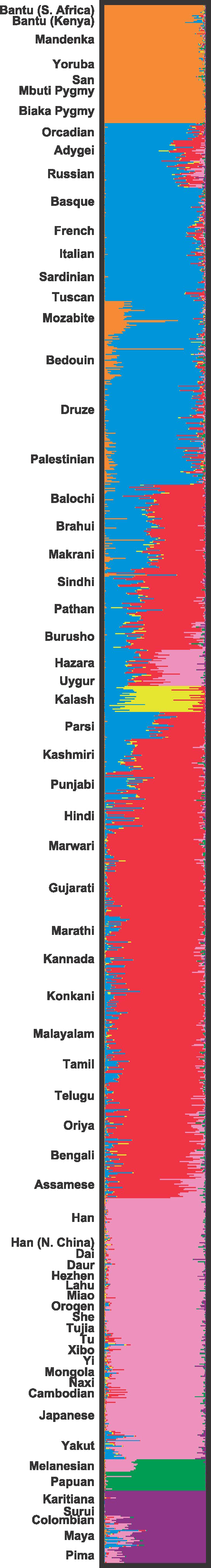
خوشه‌های ژن از روزنبرگ (۲۰۰۲) برای ۷ خوشه. (تحلیل خوشه‌ای یک مجموعه داده را به هر تعداد خوشه از پیش تعیین‌شده تقسیم می‌کند)
افراد از چندین خوشه ژن دارند. خوشه‌ای که فقط در بین مردم کلاش وجود دارد (زرد) فقط در K = ۷ و بیشتر تقسیم می‌شود.

مطالعات مربوط به ساختار ژنتیکی با استفاده از برنامه‌های آماری برای یافتن خوشه‌های افراد مشابه از نظر ژنتیکی در یک نمونه از افراد انجام می‌شود. ریچ و روزنبرگ از یک برنامه رایانه‌ای به نام STRUCTURE برای پیداکردن جمعیت‌های انسانی (خوشه‌های ژن) استفاده کردند.
این برنامه با قرار دادن افراد در یکی از خوشه‌ها (که تعداد آن‌ها اختیاری است)، بر اساس شباهت ژنتیکی کلی آن‌ها، کار می‌کند. مبنای این محاسبات داده‌هایی است که تعداد زیادی چندریختی تک-نوکلئوتیدی، درج و حذف ژنتیکی، نشانگرهای ریزماهواره‌ای را توصیف می‌کنند.
این خوشه‌ها براساس نشانگرهای ژنتیکی متعددی ساخته شده‌اند که اغلب بین جمعیت‌های مختلف انسانی، حتی در محدوده‌های جغرافیایی بزرگ، مشترک هستند. مفهوم یک خوشه ژنتیکی این است که افرادِ درون آن به‌طور متوسط فرکانس‌های اللی مشابهی نسبت به افراد سایر خوشه‌ها دارند. در سال ۲۰۰۴، لین جورد و استیون وودینگ اظهار داشتند که «تجزیه و تحلیل بسیاری از جایگاه‌ها برآوردهای دقیقی از شباهت ژنتیکی در افراد به جای جمعیت‌ها ارائه می‌دهد. خوشه‌بندی افراد با منشأ جغرافیایی یا اجداد ارتباط دارد.»
| نویسندگان           | سال  | عنوان                                                                                                 | حجم نمونه / تعداد جمعیت نمونه برداری شده‌است | نمونه                                                   | نشانگرها           |
| روزنبرگ و همکاران.  | ۲۰۰۲ | ساختار ژنتیکی جمعیت انسانی                                                                            | ۱۰۵۶/۵۲                                     | پروژه تنوع ژنوم انسانی (HGDP-CEPH)                      | 377 STR            |
| Serre & Pääbo       | ۲۰۰۴ | روابط انسانی در سراسر جهان ناشی از الگوهای تنوع ژنوم گسترده                                           | ۸۹/۱۵                                       | a: HGDP                                                 | 20 STR             |
| Serre & Pääbo       | ۲۰۰۴ | روابط انسانی در سراسر جهان ناشی از الگوهای تنوع ژنوم گسترده                                           | ۹۰ / افراد جغرافیایی توزیع شده              | ب: جورد ۱۹۹۷                                            | 20 STR             |
| روزنبرگ و همکاران.  | ۲۰۰۵ | Clines، خوشه‌ها، و تأثیر طراحی مطالعه بر استنباط ساختار جمعیت انسانی                                   | ۱۰۵۶/۵۲                                     | پروژه تنوع ژنوم انسانی (HGDP-CEPH)                      | 783 STR + ۲۱۰ اینچ |
| لی و دیگران آل      | ۲۰۰۸ | روابط انسانی در سراسر جهان ناشی از الگوهای تنوع ژنوم گسترده                                           | ۹۳۸/۵۱                                      | پروژه تنوع ژنوم انسانی (HGDP-CEPH)                      | ۶۵۰،000 SNP        |
| Tishkoff و همکاران. | ۲۰۰۹ | ساختار ژنتیکی و تاریخچه آفریقایی‌ها و آمریکایی‌های آفریقایی آفریقایی                                    | ۰۰ ۳۴۰۰/۱۸۵                                 | HGDP-CEPH به علاوه ۱۳۳ جمعیت آفریقایی دیگر و افراد هندی | 1327 STR + اینتل   |
| زینگ و همکاران      | ۲۰۱۰ | به سمت نمونه‌گیری یکنواخت تر از تنوع ژنتیکی انسان: بررسی جمعیت در سراسر جهان توسط ژنوتیپ با چگالی بالا | ۸۵۰/۴۰                                      | HapMap به علاوه ۲۹۶ نفر                                 | ۲۵۰،000 SNP        |

## نرم‌افزار
نرم‌افزاری که محاسبه خوشه بندی ژنتیکی را پشتیبانی می‌کند.
- ساختار[۲۴]
- ADMIXTURE[۲۵]
- فرپ[۲۶]
- sNMF[۲۷]